# Horologia
Horologia é o estudo ou a ciência e arte relacionada aos instrumentos de medição de tempo. Relógios, e cronógrafos são exemplos de instrumentos usados para medir o tempo.  

## História
Christiaan Huygens, um dos nomes mais destacados da Física, Astronomia e Matemática do Século XVII. Uma das principais contribuições de Huygens foi a invenção do relógio de pêndulo em 1656. Pouco tempo depois, o artesão holandês Salomon Coster construiu um relógio de pêndulo baseado no projeto de Huygens, e que atrasava apenas oito minutos por semana, uma precisão fantástica para sua época. Em 1673 Huygens publicou uma de suas obras mais importantes, Horologium Oscillatorium, contendo suas investigações sobre os relógios de pêndulo. Vale a pena mencionar que, juntamente com o “Discurso sobre as Duas Novas Ciências” de Galileo (1638) e o Principia Mathematica de Newton (1687), o livro de Huygens é considerado uma das obras fundamentais da Mecânica Clássica.

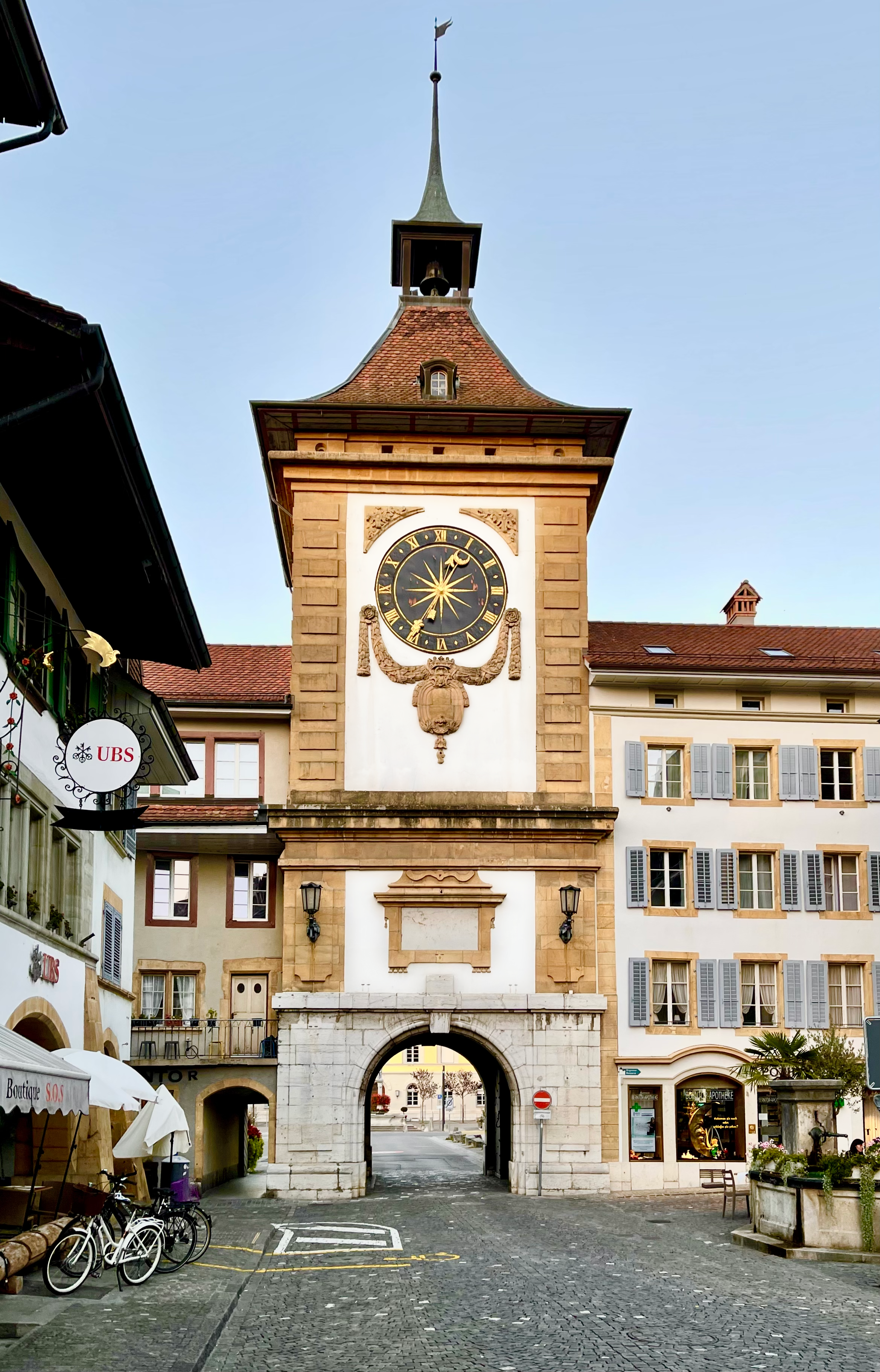
Porta de Bern em Murten

A horologia tem uma longa história e há vários museus e bibliotecas especializadas no assunto. Um exemplo é o Observatório de Greenwich, que também é a fonte para o Primeiro Meridiano (longitude 0° 0' 0"). Um dos mais completos museus de Horologia é o Museu Internacional de Horologia em La Chaux-de-Fonds (Suíça).
Aqueles especializados em horologia são chamados horologistas.  